# Вербиж
Вербиж (укр. Вербіж) — село в Николаевской городской общине Стрыйского района Львовской области Украины.
Население по переписи 2001 года составляло 787 человек. Занимает площадь 1,232 км². Почтовый индекс — 81630. Телефонный код — 3241.